# Prilujni
Prilujni (en rus: Прилужный) és un poble (un possiólok) de l'óblast de Saràtov, a Rússia, segons el cens del 2019 tenia 610 habitants. Pertany al districte municipal d'Engels.